# Ассоциация народного сопротивления
Ассоциация народного сопротивления (АНС) — российская лево-националистическая политическая организация. Основанная в 2016 году рядом бывших активистов «Народной воли», НБП, «Вольницы» и других движений. Является одним из организаторов «Русских маршей», выступает за «синтез левого народовластия и правого национализма».

## Идеология и символика
АНС объединяет различных активистов правых и левых взглядов. Идеологией являются: левый национализм, неонародничество, третий путь. АНС использует флаг зелёных времён Гражданской войны в России, обозначая тем самым, что они не левые и не правые, а также эмблему — засеянное поле.
По словам Д. Карасева, одного из лидеров организации, АНС «придерживается лево-националистических, народнических взглядов… является наследником многовековой традиции национально-освободительной борьбы… Разина, Булавина и Пугачева, Декабристов, Народовольцев и Партии Социалистов-революционеров. В наших взглядах совмещаются элементы гражданского национализма и демократического социализма. наших рядах, под черно-зеленым знаменем “третьей силы” сплотились как анархисты, ... так и ... выступающие за федерализацию и демократическую республику. Мы выступаем против империализма, в этом наше отличие от "Другой России", мы выступаем за солидарность народов, и право на самоопределение, мы не стремимся строить империю. Мы будем гордиться страной тогда, когда она будет принадлежать гражданам, и когда каждый будет иметь все возможности реализовать себя в жизни, вне зависимости от происхождения, связей – лишь своими талантами. Какая-то часть наших активистов раньше входила в "Другую Россию", потом была создана Национал-Большевистская платформа. Но АНС это скорее правый осколок "Левого Фронта", который разросся и к которому присоединились потом многие люди с лево-правыми взглядами».

## История
АНС была основана как левыми, национал-большевиками и активистами других движений. Д. Карасев руководил тульской ячейкой «Левого фронта», сотрудничал с нацболами, отделившимися от «Другой России». Михаил Пулин, также один из лидеров, — бывший активист «Другой России» и координатор «Национал-большевистской платформы», сторонник перераспределения полномочий между центром и регионами России, в 2014 году поддержал Евромайдан, пытался организовать в Новосибирске «Марш за федерализацию Сибири». По его мнению, в России готовилась цветная революция наподобие украинской «оранжевой революции», киргизской «тюльпановой революции» и грузинской «революции роз».
Первой значимой и ежегодной акцией АНС стал «Русский марш», который активисты, совместно с другими движениями организуют с 2017 года. Помимо этого Ассоциация участвует в антикоррупционных протестах Алексея Навального, проводя на них свои акции. Сами активисты АНС известны общественности акциями: в поддержку протестов против строительства храма Святой Екатерины — «Извинись за екб», «Наш кандидат — русский бунт» в Санкт-Петербурге — за бойкот президентских выборов в РФ 2018 года, «Всем не подкинете» — в защиту Ивана Голунова и другими.
9 апреля 2020 года заключенные колонии строгого режима в городе Ангарск вскрыли вены в знак протеста против действий администрации, а 10 апреля подожгли несколько рабочих построек. В колонию ввели спецназ. После подавления беспорядков на территории ИК обнаружили погибшего заключенного, сообщалось о нескольких сотнях пострадавших. В знак поддержки Пулин вскрыл себе вены у входа в здание министерства юстиции России.
На 24 февраля 2022 года АНС опубликовали в своём Telegram-канале антивоенное заявление: «Цель Путина всегда одна – убить как можно больше русских...  Как русские националисты, мы не поддерживаем ни Путина, ни его войну. Это именно его война, так как именно при нем Украина отвернулась от России». 8 июля «Медуза» опубликовала статью о войне и русских правых, в которой также есть и комментарии Зайцева: «Как у вас вообще вяжется "русский мир" с кадыровцами, криками "Ахмат — сила!" и красным флагом над "Азовсталью"?»

## Преследование активистов
Активисты АНС зачастую задерживаются на митингах и демонстрациях (в том числе и согласованных), сотрудниками правоохранительных органов. В ноябре 2018 года двое активистов АНС и координатор были задержаны накануне Русского Марша в качестве свидетелей по уголовному делу о брошенном файере, в квартирах активистов и штабе АНС были проведены обыски. Весной 2019 года появилась информация об уголовном деле против активиста Волгодонского отделения АНС — Владимира Бояринова, позже активисты опровергли эту информацию, а сам Бояринов рассказал, что его специально использовали, дабы сфальсифицировать уголовное дело против руководства АНС. По другой информации, Бояринов просто использовал АНС для личной выгоды. Летом 2019, во время протестов в Москве 27 июля, был задержан пресс-секретарь АНС — Никита Зайцев, который позже перерезал себе вены в отделе полиции.
7 мая около семи утра сотрудники ФСБ, Центра «Э», отдела по экономической безопасности и противодействия коррупции (ОБЭиПК), а также спецназ полиции, провели обыски по шести адресам в Москве. Оперативные мероприятия проходили в штабе АНС и в пяти квартирах, в которых проживают активисты. Входные двери были спилены силовиками до приезда адвокатов. Действия силовых ведомств снимали сотрудники телеканала РЕН-ТВ.
Причиной для обысков стало уголовное дело, возбуждённое по части 2 статьи 173.1 — незаконное образование юридического лица. Само дело завели против неустановленных лиц. Эти лица якобы оформляли на активистов АНС юридические организации и кредитовались.
В 2018 году 1 мая АНС проводили мероприятие посвященные празднику Труда . 
Сергиевопосадская ячейка Ассоциации народного сопротивления не смогла приехать в Москву, поэтому соратники решили провести Первомайское мероприятие на месте.
Всем составом в количестве десяти человек активисты вышли на Красногорскую площадь. Они общались с гражданами, объясняя суть коррумпированной власти в РФ. Активисты решили не использовать атрибутики, но периодически скандировали: "АНС!" и "Мир! Труд! Май!" Через некоторое время к ним подошли двое сотрудников полиции, и не представившись, попросили пройти в ОВД, объяснив свое требование тем, что активисты якобы выражались нецензурной бранью и призывали к беспорядкам. В итоге было задержано трое участников акции: Влад Лунь, Сергей Иващенков и Алексей Пименов. Спустя несколько часов все трое были освобождены из отдела полиции без последствий.